# 12 martie
ianuarie • februarie • martie  • aprilie  • mai  • iunie  • iulie  • august  • septembrie  • octombrie  • noiembrie  • decembrie
12 martie este a 71-a zi a calendarului gregorian și ziua a 72-a în anii bisecți. Mai sunt 294 de zile până la sfârșitul anului.

## Evenimente

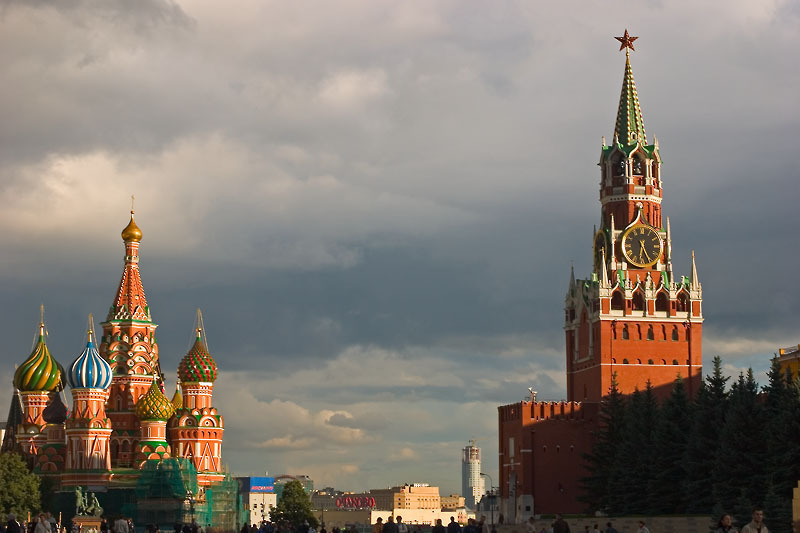
1918: Moscova devine capitala Rusiei după ce Sankt Petersburg a deținut acest statut timp de 215 ani.

1930: Mahatma Gandhi începe un marș de 200 de mile (350 km) spre litoral, cunoscut sub numele de "Marșul Sării", pentru a protesta față de monopolul britanic pe sare.

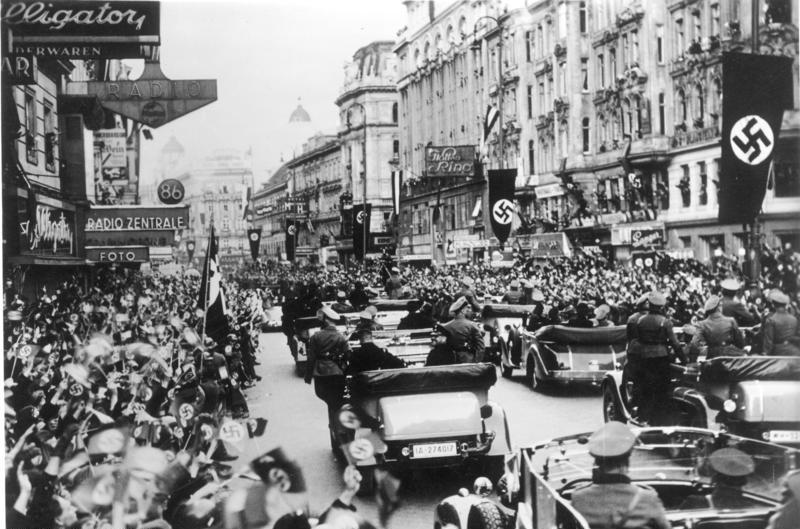
1938: Prin Anschluss, Germania Nazistă anexează Austria.

- 1365: Întemeierea Universității din Viena.
- 1838: Apare, la Brașov, din inițiativa și sub conducerea lui George Barițiu, Gazeta de Transilvania, primul ziar politic românesc din Transilvania. Și-a încetat apariția în 1946, din cauza presiunilor comuniste.
- 1848: Proclamația lui Simion Bărnuțiu prin care românii din Transilvania sunt chemați să se ridice la luptă pentru drepturile lor naționale.
- 1863: S-a înființat agenția diplomatică română de la Belgrad. Era prima agenție diplomatică înființată de România având caracter oficial, recunoscut atât de statul de reședință, cât și de celelalte puteri care aveau reprezentanți la Belgrad.
- 1868: Încercare eșuată de asasinat asupra Prințului Alfred, Duce de Edinburgh, tatăl reginei Maria a României.
- 1870: Antoine d'Orléans, duce de Montpensier, care speră la tronul spaniol, îl ucide în duel pe Infantele Enrique, Duce de Sevilla, fratele regelui-consort al Spaniei.
- 1907: Răscoala țăranilor atinge apogeul în Muntenia și Oltenia. Demisia guvernului conservator prezidat de Gheorghe Cantacuzino. Se formează un guvern liberal, în frunte cu Dimitrie A. Sturdza (cu I.I.C. Brătianu la Ministerul de Interne și cu generalul Al. Averescu la Ministerul de Război).
- 1907: Este adoptat Steagul statului Idaho al Statelor Unite ale Americii.
- 1913: Canberra devine capitala Australiei.[1]
- 1914: Constantin Brâncuși are prima expoziție personală, la New York (12 martie - 1 aprilie 1914).
- 1918: Moscova devine capitala Rusiei după ce Sankt Petersburg a deținut acest statut timp de 215 ani.[2]
- 1922: Armenia, Georgia și Azerbaijan formează Republica Sovietică Federală Socialistă Transcaucaziană.
- 1930: Mahatma Gandhi conduce un marș de 200 de mile (350 km) spre litoral, cunoscut sub numele de "Marșul Sării",  pentru a protesta față de monopolul britanic pe sare. [3]
- 1938: Prin Anschluss, Germania Nazistă anexează Austria.[4]
- 1940: Războiul de Iarnă: Finlanda semnează Tratatul de pace de la Moscova cu Uniunea Sovietică, cedând aproape toată Carelia finlandeză.[5]
- 1947: Președintele Harry Truman, în mesajul adresat Congresului SUA, prezintă programul politicii externe, cunoscut sub denumirea Doctrina Truman. Doctrina este proclamată pentru a ajuta la stoparea răspândirii comunismului.[6]
- 1961: Echipa de handbal masculin a României a câștigat campionatul mondial din RFG după ce a învins în finală echipa Cehoslovaciei cu scorul de 9-8 și a devenit pentru prima dată campioană mondială.
- 1968: Proclamarea independenței în Statul Mauritius. Ziua națională.
- 1990: A fost adoptată Proclamația de la Timișoara, în cadrul unei manifestații populare desfășurate în Piața Operei.
- 1992: Mauritius devine republică în cadrul Commonwealth-ului.
- 1993: Coreea de Nord anunță că se va retrage din Tratatul de neproliferare a armelor nucleare și refuză să permită accesul inspectorilor la site-urile sale nucleare.[7]
- 1994: Biserica anglicană a acceptat și femei-preot, pentru prima dată în ultimii 460 de ani.
- 1999: Polonia, Cehia și Ungaria devin membre cu drepturi depline în NATO. Este a cincea extindere din istoria Alianței Nord-Atlantice și prima de după "războiul rece".[8]
- 2000: Într-un act istoric fără precedent, Papa Ioan Paul al II-lea a cerut iertare pentru păcatele comise de Biserica Catolică de-a lungul existenței sale milenare.
- 2003: Premierul Serbiei, Zoran Djindjic, a fost asasinat la Belgrad.[9]
- 2004: Președintele Coreei de Sud, Roh Moo-Hyun, este pus sub acuzare de către Adunarea Națională: prima astfel de demitere din istoria națiunii.[10]
- 2009: Finanțistul Bernard Madoff se declară vinovat pentru una dintre cele mai mari fraude din istoria Wall Street.[11]
- 2011: La o zi după cutremurul din Japonia, un reactor de la centrala nucleară Fukushima Daiichi se topește, explodează și eliberează radioactivitate în atmosferă.[12]

## Nașteri
- 1270: Carol de Valois, fondatorul Casei de Valois (d. 1325)
- 1637: Anne Hyde, soția regelui Iacob al II-lea al Angliei (d. 1671)
- 1685: George Berkeley, teolog irlandez (d. 1753)
- 1781: Frederica de Baden, soția regelui Gustav al IV-lea al Suediei (d. 1826)
- 1824: Gustav Robert Kirchhoff, fizician german (d. 1887)
- 1832: Charles Boycott, proprietar irlandez (d. 1897)
- 1837: Alexandre Guilmant, organist, improvizator, compozitor și profesor francez (d. 1911)
- 1863: Gabriele D'Annunzio, poet, scriitor italian (d. 1938)
- 1877: Wilhelm Frick, avocat german, ministru de interne în Germania Nazistă și protector al Protectoratului Boemiei și Moraviei (d. 1946)

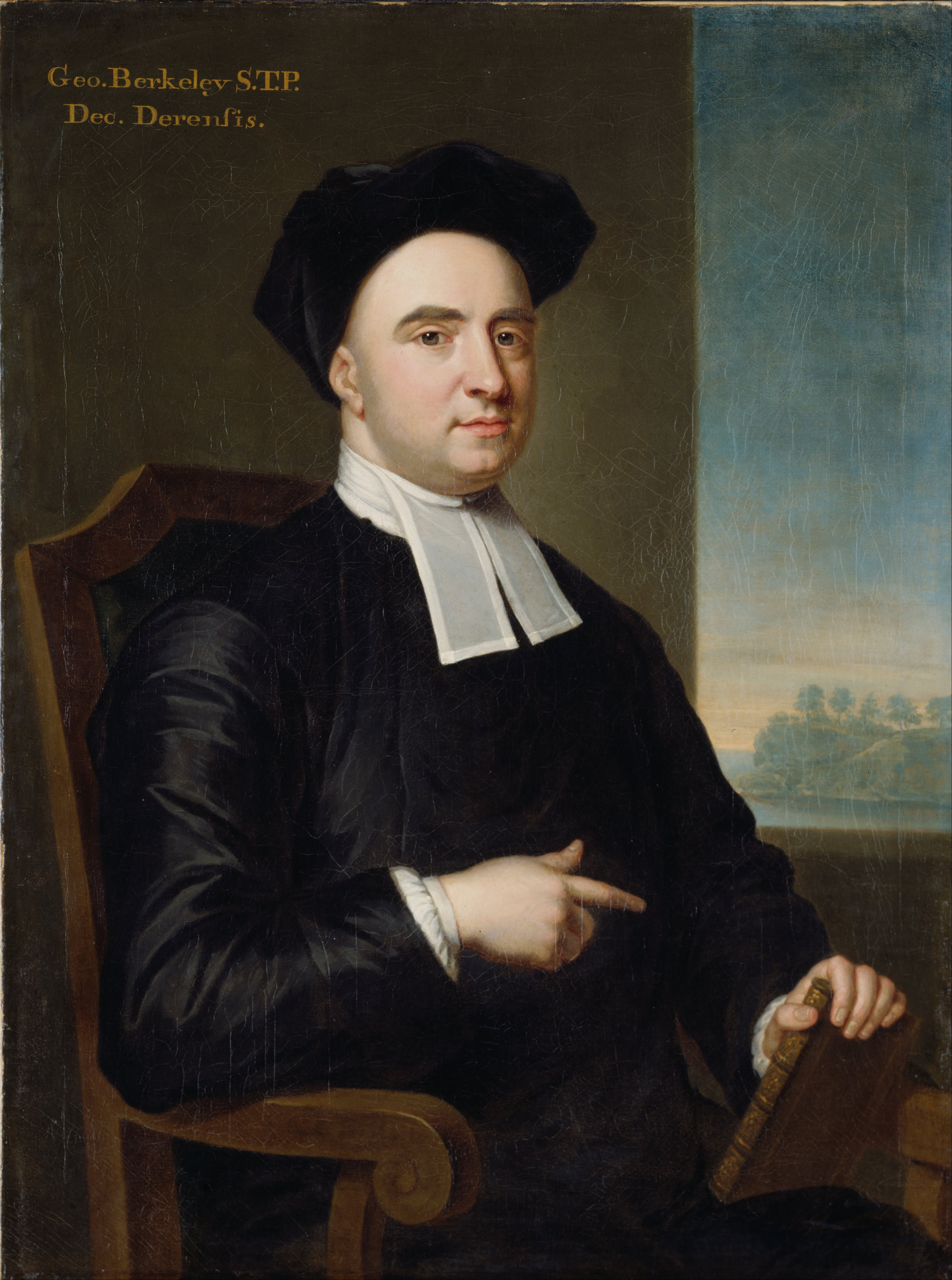
George Berkeley, teolog irlandez
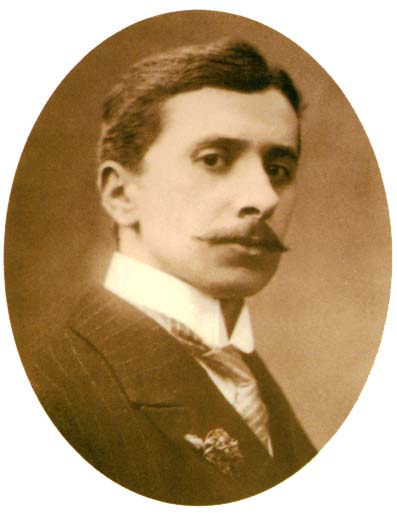
Mateiu Caragiale, poet, prozator român
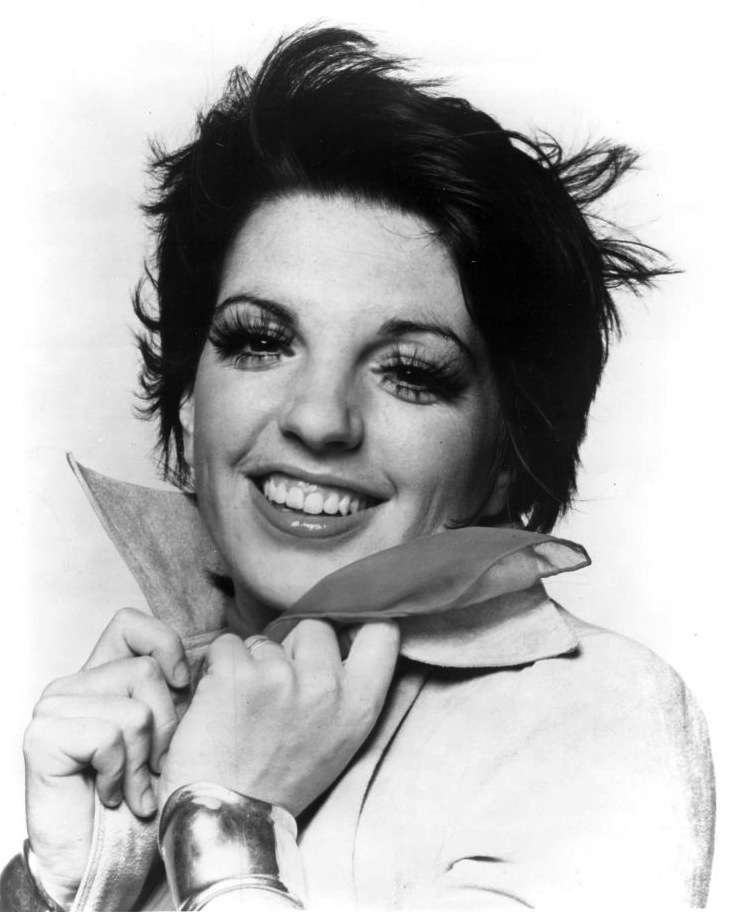
Liza Minnelli, cântăreață americană

- 1878: Constantin C. Popovici, matematician, astronom român (d. 1956)
- 1885: Mateiu Caragiale, poet, prozator român (d. 1936)
- 1899: Mansi Barberis, compozitoare (d. 1986)
- 1912: Irving Layton, poet canadian de origine română (d. 2006)
- 1925: Constantin Chiriță, scriitor, scenarist român (d. 1991)
- 1925: Leo Esaki, fizician japonez, laureat al Premiului Nobel
- 1927: Dumitru Dobrescu, medic român (d. 2020)
- 1928: Edward Albee, dramaturg și producător american (d. 2016)
- 1934: Maria Manoliu-Manea, lingvist, filolog român
- 1940: Virgil Nemoianu, critic literar, eseist român
- 1941: Mircea Anghelescu, istoric literar român (d. 2022)
- 1946: Liza Minnelli, actriță și cântăreață americană
- 1948: Andrei Pippidi, istoric român
- 1948: James Taylor, cântăreț și chitarist american
- 1950: George Nicolescu, compozitor și solist vocal român
- 1950: Florin Condurățeanu, jurnalist român (d. 2021)
- 1952: Gregorian Bivolaru, fondator și mentor spiritual al Mișcării de Integrare Spirituală în Absolut
- 1954: Anish Kapoor, sculptor indian / englez
- 1955: Petre Nicolae, actor român
- 1957: Steve Harris, basistul și fondatorul trupei Iron Maiden
- 1964: Alina Mungiu-Pippidi, politolog român
- 1968: Aaron Eckhart, actor american
- 1994: Nans Peters, ciclist francez
- 1995: Mira, cântăreață română

## Decese
- 0604: Grigore cel Mare, papă, părinte al Bisericii (n. ca. 540)
- 1022: Simeon Noul Teolog, mistic bizantin (n. 949)
- 1737: Karl Alexander, Duce de Württemberg (n. 1684)
- 1906: Joseph Monier, grădinar francez, descoperitorul asfaltului armat (n. 1823)
- 1908: Edmondo de Amicis, scriitor italian (n. 1846)
- 1925: Sun Yat-sen, revoluționar chinez
- 1942: William Henry Bragg, fizician englez, laureat al Premiului Nobel pentru Fizică (n. 1862)
- 1950: Heinrich Mann, scriitor german (n. 1871)

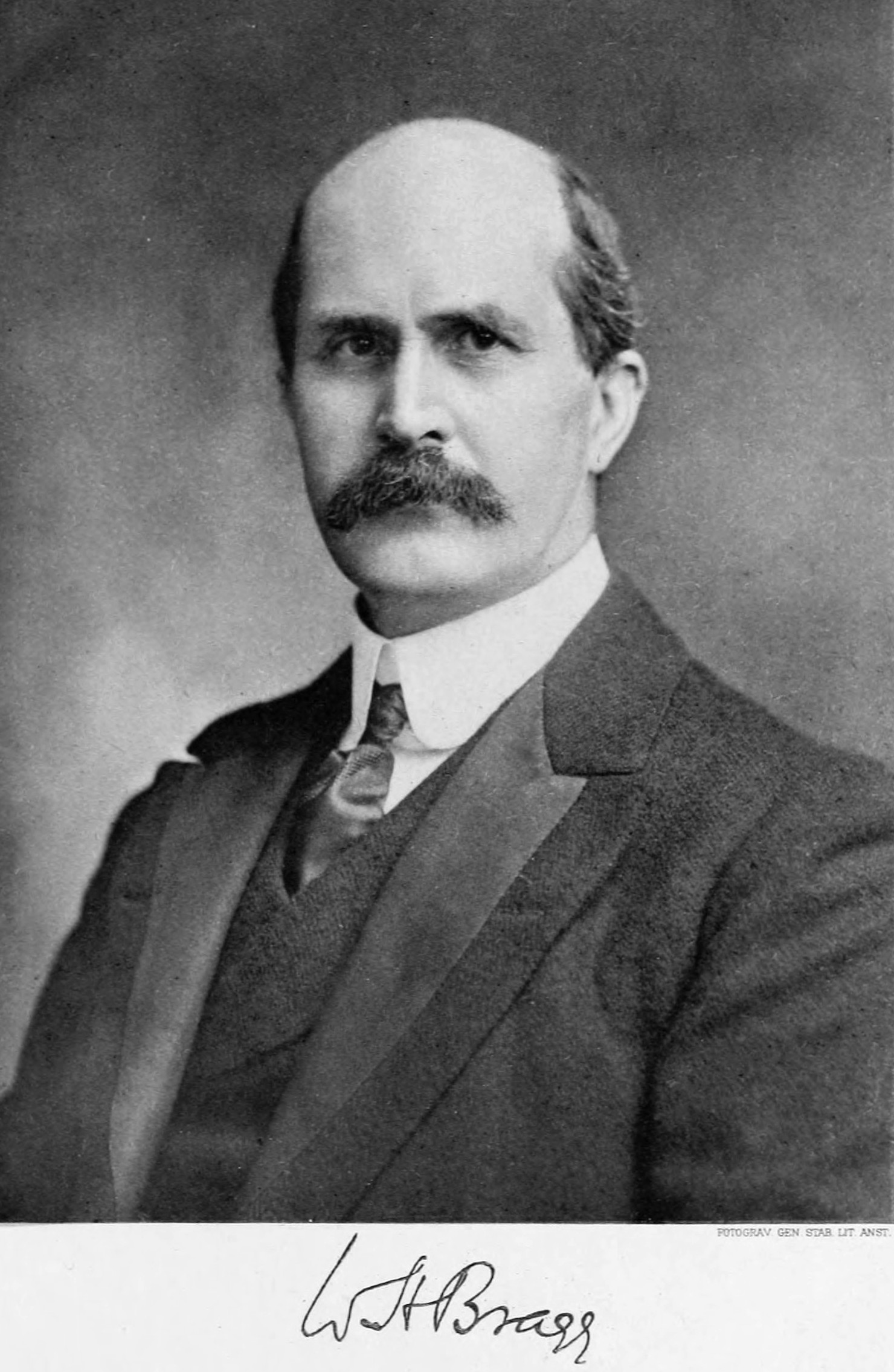
William Henry Bragg, fizician englez, laureat Nobel
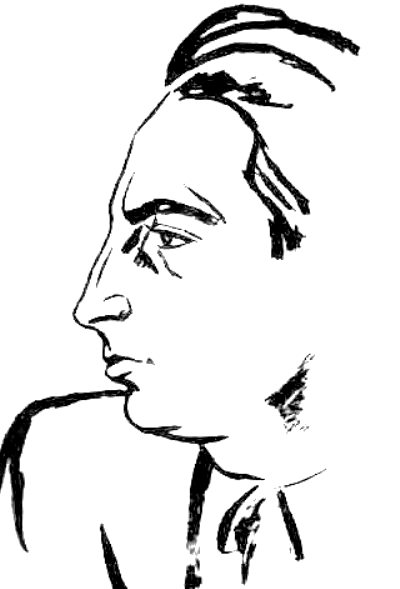
George Călinescu, critic literar român
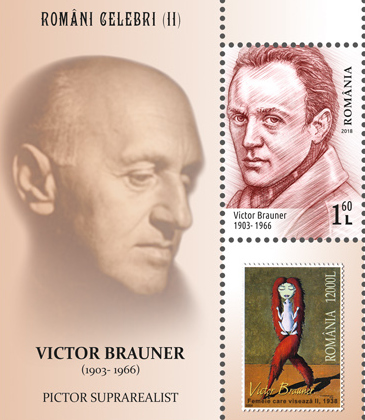
Victor Brauner, pictor suprarealist de origine română

- 1955: Charlie Parker, saxofonist și compozitor american de jazz (n. 1920)
- 1961: Belinda Lee, actriță engleză (n. 1935)
- 1964: Abbas el-Akkad, scriitor egiptean (n. 1889)
- 1965: George Călinescu, critic și istoric literar, dramaturg, poet, prozator român (n. 1899)
- 1966: Victor Brauner, pictor suprarealist de origine evreiască (n. 1903)
- 1978: John Cazale, actor american (n. 1935)
- 1984: Géza Pálfi, preot catolic, victimă a regimului Nicolae Ceaușescu (n. 1941)
- 1987: Richard Levinson,  scenarist și producător american de televiziune (n. 1934)
- 1992: Nicolae Țic, scriitor român (n. 1928)
- 1993: Iuliu Bodola, fotbalist român de etnie maghiară (n. 1912)
- 1997: Hendrik Brugmans, om politic și intelectual neerlandez (n. 1906)
- 1999: Yehudi Menuhin, violonist, elev al lui George Enescu (n. 1916)
- 2001: Robert Ludlum, scriitor american (n. 1927)
- 2003: Zoran Djindjic, premierul Serbiei, în urma unui atentat (n. 1952)
- 2004: Finn Carling, scriitor norvegian (n. 1925)
- 2008: Ovidiu Iuliu Moldovan, actor român de teatru și film (n. 1942)
- 2015: Terry Pratchett, scriitor american (n. 1948)
- 2016: Lloyd S. Shapley, matematician și economist american, laureat Nobel (n. 1923)
- 2021: Nicolae Dabija, scriitor, istoric literar și om politic din Republica Moldova (n. 1948)
- 2022: Alain Krivine, om politic francez, membru al Parlamentului European (1999–2004) (n. 1941)

## Sărbători
- Sf. Grigore Dialogul, papa Romei (calendar ortodox și greco-catolic)
- Gabon: Ziua națională. Aniversarea fondării Partidului Democratic Gabonez (1968)
- Mauritius: Ziua națională. Aniversarea proclamării independenței (1968)